# Rainbow Sentai Robin
Rainbow Sentai Robin (レインボー戦隊ロビン?, Reinbō Sentai Robin) è un manga di Shōtarō Ishinomori, dal quale è stata tratta un'omonima serie anime, la prima a presentare una squadra di supereroi di cinque unità. L'animazione è stata prodotta dalla Toei Animation (Toei Douga all'epoca) e dallo studio di Ishinomori, Studio Zero, che aveva fondato con Fujiko F. Fujio e Shinichi Suzuki. La serie è stata trasmessa, oltre in Giappone dalla TV Asahi, anche in Germania, Spagna e Francia. Hayao Miyazaki è stato un intercalatore degli episodi 34 e 38.
Il sito web di Ishinomori ha annunciato la presentazione di una nuova graphic novel di Rainbow Sentai Robin nell'estate 2020.

## Trama
Un pianeta lontano nello spazio chiamato Palta è sull'orlo dell'estinzione. Rimangono solo due anni fino alla sua morte definitiva. Palta guarda alla Terra per coltivare risorse e inizia ad attaccarla nella speranza di colonizzarla. La Terra si rivolge a un ragazzo di nome Robin, che possiede molti robot, costruiti dal padre, il dottor Polto, un alieno di Palta che era stato inviato sulla Terra come spia, ma che si era innamorato di un'umana, Sumiko, ed era rimasto, prima che venisse riportato con la consorte con la forza sul pianeta. I robot sono chiamati Lili, Wolf, Benkei, Pegasus, Professor e Bell, e hanno dei superpoteri unici.

## Personaggi
- Robin (ロビン) (Voce: Kyoko Satomi)

Il capo della squadra dei robot. Robin è per metà Palta alieno e per metà umano. La sua arma principale è una pistola a raggi.
- Lili (リリ) (Voce: Noriko Shindou)

Un robot infermiera dall'aspetto umano. È una donna dolce che ricopre un ruolo materno nella vita di Robin.
- Wolf  (ウルフ)(Voce: Eiichi Sakurai)

Possiede capacità di puntamento super-veloci e super-precise. Può trasformarsi in un essere umano.
- Professor (教授) (Voce: Kousei Yagi)

Estremamente intelligente, Professor ha una grande conoscenza scientifica.
- Bell (ベル) (Voce: Keiko Nakamura)

Un robot-gatto e ha forti capacità radar. Può armeggiare anche con i radar nemici.
- Pegasus (ペガサス) (Voce: Nobuaki Sekine)

Un robot che può trasformarsi in un razzo e volare a velocità fino a Mach 18 o in un sottomarino.
- Benkei (ベンケイ) (Voce: Setsuo Shinoda)

Il robot più forte del gruppo, è forte come il ferro e ha anche uno scompartimento nel petto che può anche trasportare Professor e Bell. Il suo aspetto è simile a quello di molti super-robots dell'epoca.